# Периндоприл
Периндоприл — лекарственное средство, ингибитор ангиотензинпревращающего фермента (АПФ)
повышает уровень брадикинина и Pg

## Фармакологическое действие
Ингибитор АПФ (взаимодействует с Zn2+ в молекуле АПФ и вызывает его инактивацию). Периндоприл действует посредством своего активного метаболита периндоприлата. Устраняет вазоконстрикторное действие ангиотензина II, повышает концентрацию брадикинина и вазодилататорных Pg (АПФ переводит неактивный ангиотензин I в ангиотензин II, оказывающий вазоконстрикторное действие, а также вызывает деградацию брадикинина и Pg, обладающих вазодилатирующей активностью); уменьшает продукцию и высвобождение альдостерона, подавляет высвобождение норадреналина из окончаний симпатических нервных волокон и образование эндотелина в стенке сосудов. Снижение образования ангиотензина II сопровождается повышением активности ренина плазмы крови (вследствие угнетения отрицательной обратной связи). Подавление АПФ сопровождается повышением активности как циркулирующей, так и тканевой калликреин-кининовой системы, а также системы Pg.
Способствует восстановлению эластичности крупных артериальных сосудов (снижение образования избыточного количества субэндотелиального коллагена), снижает давление в лёгочных капиллярах, при длительном назначении уменьшает выраженность гипертрофии миокарда левого желудочка и интерстициального фиброза, нормализует изоферментный профиль миозина; нормализует работу сердца. Снижает преднагрузку и постнагрузку (уменьшает систолическое и диастолическое артериальное давление в положении «лежа» и «стоя»), давление наполнения левого и правого желудочков, общее периферическое сосудистое сопротивление; повышает минутный объем кровообращения и сердечный индекс, не увеличивает частоту сердечных сокращений (у больных с хронической сердечной недостаточностью умеренно урежает частоту сердечных сокращений), усиливает региональный кровоток в мышцах. Увеличивает концентрацию липопротеинов высокой плотности, у больных с гиперурикемией снижает концентрацию мочевой кислоты.
Увеличивает почечный кровоток, не меняет скорость клубочковой фильтрации. У больных с хронической сердечной недостаточностью вызывает достоверное уменьшение выраженности клинических признаков сердечной недостаточности, увеличивает толерантность к физической нагрузке (по данным велоэргометрической пробы), достоверно не снижает артериальное давление.
После приема внутрь средней разовой дозы максимальный гипотензивный эффект достигается через 4-6 ч и сохраняется в течение 24 ч. Стабилизация гипотензивного эффекта наблюдается через 1 мес терапии и сохраняется в течение длительного времени. Прекращение лечения не сопровождается развитием синдрома «отмены».

## Фармакокинетика
Абсорбция — 25 %, биодоступность — 65-70 %. TCmax — 1 ч, периндоприлата — 3-4 ч. Css создается на 4 сут. В процессе метаболизма 20 % трансформируется в активный метаболит — периндоприлат (прием периндоприла после еды снижает долю образующегося периндоприлата — существенного клинического значения не имеет); остальное количество — в 5 неактивных соединений. T½ периндоприла — 1 ч. Связь периндоприлата с белками плазмы крови — незначительная, с АПФ — менее 30 % (зависит от концентрации). Объём распределения свободного периндоприлата — 0,2 л/кг. Периндоприлат выводится почками, T1/2 свободной фракции метаболита — 3-5 ч. Диссоциация периндоприлата, связанного с АПФ, медленная. Вследствие этого «эффективный» T1/2 составляет 25 ч. Повторное назначение периндоприла не приводит к его кумуляции, а T1/2 периндоприлата при повторном приеме соответствует периоду его активности. Состояние «эффективной» Css достигается к концу 4 сут. Выведение периндоприлата замедляется у больных пожилого возраста, а также у больных хронической сердечной недостаточностью и хронической почечной недостаточностью (у последних коррекцию дозы следует проводить в зависимости от клиренса креатинина). Диализный клиренс периндоприла составляет 70 мл/мин. У больных с циррозом печени печеночный клиренс периндоприла уменьшается в 2 раза, при этом общее количество образующегося периндоприлата не меняется и коррекции режима дозирования не требуется.

## Показания
- Артериальная гипертензия;
- хроническая сердечная недостаточность;
- профилактика повторного инсульта (комбинированная терапия с индапамидом) у пациентов, перенесших инсульт или транзиторное нарушение мозгового кровообращения по ишемическому типу;
- стабильная ишемическая болезнь сердца: снижение риска сердечно-сосудистых осложнений у пациентов со стабильной ИБС[1].

## Противопоказания
Гиперчувствительность к периндоприлу или др. ингибиторам АПФ, беременность, период лактации.

### C осторожностью
Ангионевротический отек в анамнезе на фоне терапии ингибиторами АПФ, наследственный или идиопатический ангионевротический отёк. Аортальный стеноз, церебро- и кардиоваскулярные заболевания (в том числе недостаточность мозгового кровообращения, ишемическая болезнь сердца, коронарная недостаточность — опасность развития чрезмерного снижения артериального давления и сопутствующей ишемии). Тяжелые аутоиммунные системные заболевания соединительной ткани (в том числе системная красная волчанка, склеродермия), угнетение костномозгового кроветворения на фоне приема иммунодепрессантов (повышение вероятности развития нейтропении). Сахарный диабет (возможно усиление действия гипогликемических лекарственных средств). Двусторонний стеноз почечных артерий, стеноз артерии единственной почки, состояние после трансплантации почек (риск развития нарушения функции почек и агранулоцитоза), хроническая почечная недостаточность (особенно сопровождающаяся гиперкалиемией), диета с ограничением Na+, состояния, сопровождающиеся снижением объёма циркулирующей крови (в том числе диарея, рвота), пожилой возраст, возраст до 18 лет (безопасность и эффективность применения не изучены).

## Режим дозирования
Внутрь, утром, перед едой, начальная доза — 5 мг/сут, при необходимости (через 1 мес) — увеличение до 10 мг/сут в один прием. У больных с хронической сердечной недостаточностью, у лиц старше 70 лет, на фоне предварительного приема диуретиков, на фоне реноваскулярной гипертензии начальная доза — 2,5 мг/сут (за 1 прием); при необходимости через 1-2 нед доза повышается до 5-10 мг/сут. При хронической почечной недостаточности с клиренсом креатинина более 60 мл/мин — 5 мг/сут, при клиренсе креатинина 30-60 мл/мин — 2,5 мг/сут; при клиренсе креатинина 15-30 мл/мин — 2,5 мг через день; при КК менее 15 мл/мин — 2,5 мг в день диализа (диализный клиренс периндоприлата 70 мл/мин). У больных с хронической почечной недостаточностью при клиренсе креатинина более 60 мл/мин или с печеночной недостаточностью коррекции режима дозирования не требуется.

## Побочные эффекты
Частые побочные эффекты — 1-10 %; редкие — 0,1-1 %; крайне редкие — менее 0,1 %.
Со стороны сердечно-сосудистой системы: часто — чрезмерное снижение артериального давления и связанные с этим симптомы. 

Со стороны мочевыделительной системы: редко — усугубление или развитие почечной недостаточности. 

Со стороны органов дыхания: часто — «сухой» кашель, затруднения дыхания; редко — бронхоспазм. 

Со стороны пищеварительной системы: часто — тошнота, рвота, боль в животе, изменение вкуса, диарея или запоры, сухость во рту. 

Со стороны нервной системы: часто — головная боль, чрезмерная утомляемость, головокружение, снижение аппетита, звон в ушах, нарушение зрения, судороги, парестезии; редко — снижение настроения, бессонница; крайне редко — спутанность сознания. 

Аллергические реакции: часто — кожные высыпания, зуд; редко — крапивница, ангионевротический отёк, в том числе желудочно-кишечного тракта (очень редко); крайне редко — мультиформная экссудативная эритема. 

Лабораторные показатели: часто — гиперкреатининемия, протеинурия, гиперкалиемия; гиперурикемия; редко (при длительном применении в высоких дозах) — нейтропения, лейкопения, гипогемоглобинемия, тромбоцитопения, снижение гематокрита; крайне редко — агранулоцитоз, панцитопения, повышение активности «печеночных» трансаминаз, гипербилирубинемия, гемолитическая анемия (на фоне дефицита глюкозо-6-фосфатдегидрогеназы).

### Передозировка
Симптомы: снижение артериального давления, шок, ступор, брадикардия, электролитные нарушения, почечная недостаточность. 

Лечение: промывание желудка, восстановление водно-электролитного равновесия, внутривенное введение 0,9%-го раствора NaCl. В случае выраженного снижения артериального давления больного следует положить горизонтально, приподняв ноги вверх. Эффективен гемодиализ (не использовать высокопроницаемые полиакрилнитриловые мембраны). При развитии брадикардии — атропин, может потребоваться постановка искусственного водителя ритма.

## Особые указания
Риск развития артериальной гипотензии и/или почечной недостаточности на фоне приема препарата повышается при значительной потере Na+ и воды (строгая бессолевая диета, прием диуретиков, выраженная диарея или рвота) или стенозе почечных артерий (блокада в этих ситуациях РААС может приводить, особенно при первом приеме препарата и в течение первых 2 нед. лечения, к внезапному снижению артериального давления и развитию хронической почечной недостаточности). Перед началом и на фоне терапии рекомендуется определять концентрацию креатинина, электролитов и мочевины (в течение 1 мес). У больных с артериальной гипертензией, уже получающих терапию диуретиками, необходимо прекратить их прием (за 3 дня до начала назначения периндоприла) и при необходимости в дальнейшем добавить к лечению снова. У больных с хронической сердечной недостаточностью, получающих терапию диуретиками, по возможности их доза также должна быть уменьшена за несколько дней до начала приема. У больных, относящихся к группе риска, особенно с декомпенсированной хронической сердечной недостаточностью, пациентов пожилого возраста, а также больных с исходно низким артериальным давлением, нарушением функции почек или получающих большие дозы диуретиков, начало применения препарата должно осуществляться под контролем медицинского персонала. У больных, находящихся на гемодиализе, следует избегать использования полиакрилонитриловых мембран (возможно развитие анафилактоидных реакций). Необходимо прекратить прием перед предстоящим хирургическим лечением за 12 ч и предупредить анестезиолога о приеме препарата. Имеются отдельные сообщения об аномалиях развития костей черепа, когда ингибиторы АПФ принимались в течение всего срока беременности. Если беременность наступила в ходе курса лечения, то прерывать её нет необходимости (следует провести УЗИ черепа плода). При назначении во II—III триместрах возможны снижение функции почек плода с уменьшением объёма амниотической жидкости, неонатальная почечная недостаточность, сопровождающаяся артериальной гипотензией и гипокалиемией; анурия.

## Взаимодействие
Повышает выраженность гипогликемического действия инсулина и препаратов сульфонилмочевины. Баклофен, трициклические антидепрессанты, антипсихотические лекарственные средства (нейролептики), салуретики усиливают гипотензивное действие и увеличивают риск развития ортостатической гипотензии (аддитивный эффект). глюкокортикоиды, нестероидные противовоспалительные препараты (в том числе селективные ингибиторы ЦОГ-2) снижают выраженность гипотензивного действия (задержка воды и электролитов). Калийсберегающие диуретики, препараты K+ повышают риск развития гиперкалиемии. Не рекомендуется одновременное применение лекарственных средств, способных вызвать гиперкалиемию, и ингибиторов АПФ, за исключением случаев тяжёлой гипокалиемии. При одновременном применении с препаратами Li+ возможно замедление его выведения из организма. Диуретики, лекарственные средства для общей анестезии и миорелаксанты повышают риск развития чрезмерно выраженного снижения артериального давления. Риск развития клинически выраженной артериальной гипотензии можно уменьшить, прекратив прием диуретиков за несколько дней до начала лечения периндоприлом. Миелотоксические лекарственные средства — усиление миелотоксического действия.

## Примечание
Справочник лекарственных средств (vidal.ru). Описание препарата Престариум А.